# Peugeot Type 172
La Type 172, nota anche con il soprannome di Quadrilette, è un'autovettura di fascia bassa prodotta dal 1923 al 1929 dalla casa francese Peugeot.

## Storia e profilo
Alla fine del 1922 la Casa del Leone Rampante tolse dal listino la Type 161, più nota come Quadrilette, una vettura dal prezzo contenuto grazie alle sue caratteristiche di auto "minima" che le consentirono tra l'altro di beneficiare di agevolazioni fiscali e quindi di ottenere un grande successo di pubblico. I motivi che spinsero la Peugeot a togliere dal listino un modello di così grande successo stavano essenzialmente nel voler proporre una sua evoluzione più confortevole. Fu così che dall'inizio del 1923 il posto della Type 161 venne preso dalla Type 172, che manteneva le stesse caratteristiche tecniche del modello precedente.

### Le Type 172 "Quadrilette"
In realtà, anche le prime versioni della Type 172 portavano il soprannome di Quadrilette, in quanto strettamente imparentate con il modello che sostituivano, specialmente dal punto di vista tecnico: si ritrovano così il telaio a longheroni e traverse in acciaio stampato con sospensioni ad assale rigido su entrambi gli assi, l'avantreno a balestra trasversale, il retrotreno a doppie semibalestre fissate ai longheroni e con bielle di articolazione, i freni a tamburo presenti solo sul retrotreno, ed il motore a 4 cilindri da 667 cm³ da 9.5 CV di potenza. Anche lo schema della trasmissione era lo stesso, vale a dire con cambio a 3 marce (la terza era in presa diretta). Invariata anche la scelta di rinunciare al differenziale per contenere i costi, scelta compatibile con le esigue misure delle carreggiate (0.944 m all'avantreno e 0.946 m al retrotreno). Le differenze tecniche stavano quindi in un leggero aumento della misura delle carreggiate (del tutto impercettibile all'avantreno e decisamente più consistente al retrotreno) e nella diversa rappotatura del cambio.
Esteriormente le differenze stavano invece nel ridisegnamento della calandra, ora più arrotondata, nei parafanghi più avvolgenti, nei fari più grandi e nella capote più alta. La velocità massima era di 60 km/h.
La Type 172 fu commercializzata a prezzi che variavano a seconda dell'allestimento: si andava dai 7.700 franchi richiesti per un esemplare a telaio nudo fino agli 11.300 franchi fissati per una versione sportiva allestita da gara.
All'inizio del 1924 la Type 172 si vide affiancata dalla Type 172 BS, detta anche Quadrilette Grand Sport, in quanto veniva prodotta unicamente con carrozzeria spider e con un motore derivato da quello della Type 172 normale, ma con cilindrata di 720 cm³. Tale aspetto fa in modo che questo modello sia l'anello di congiunzione tra la famiglia delle vetture Quadrilette, ormai prossima al pensionamento, e quella delle 5CV in quanto dotata di un motore che appartiene a tale fascia fiscale. I due modelli furono prodotti parallelamente fino alla fine del 1924.

### Le nuove Type 172

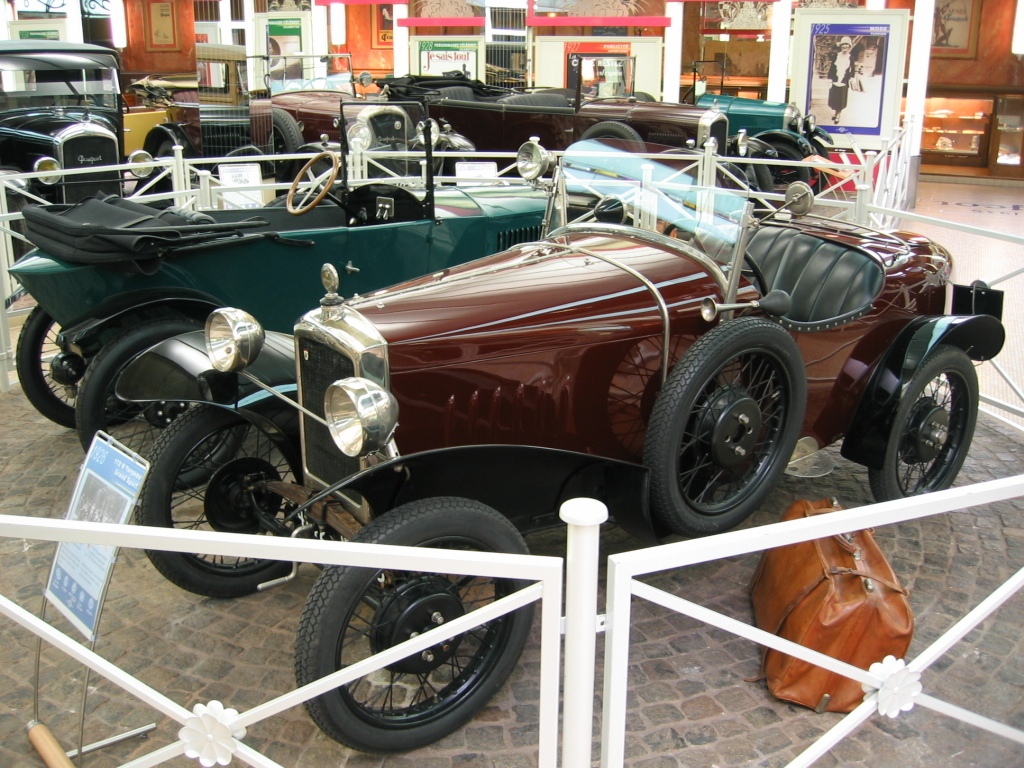
Una Type 172 R Grand Sport

All'inizio del 1925 la Type 172 venne così sostituita dalla Type 172 BC, questa volta realmente appartenente alla famiglia delle 5CV: il nome Quadrilette scomparve infatti dalla denominazione ufficiale togliendo ogni dubbio sulla collocazione di questa autovettura nella scacchiera della gamma Peugeot e dell'erario francese di allora. Le caratteristiche tecniche erano le stesse della 172 uscente, così come le prestazioni. Per un breve periodo, la produzione di questa versione venne integrata con l'introduzione di una serie speciale denominata Type 172 P, prodotta in soli 61 esemplari, e che propose il motore da 720 cm³ già montato un paio di anni prima sotto il cofano della 172 BS. Quanto alla 172 P, si trattava in pratica di una preserie della 172 R, anch'essa identica dal punto di vista meccanico e motoristico. Per quanto riguarda la R, invece, essa debuttò già alla fine del 1925 e sostituì la BC. Il nuovo modello venne proposto come torpedo, cabriolet o come vettura sport. Fu la 172 prodotta nel maggior numero di esemplari, ben 27.119 tra il 1925 ed il 1927.
Nel frattempo, la gamma si completò nel 1926 con l'arrivo di una nuova versione, la 172 RE, caratterizzata da una dotazione tecnica più completa e prestazionale, poiché prevedeva il nuovo propulsore RE da 950 cm³ (ma comunque rientrante nella fascia dei cinque cavalli fiscali) ed i freni a tamburo anche all'avantreno. Fino al 1927 affiancò la 172 R, ma a differenza di quest'ultima fu assemblata a Sochaux e fu prodotta in 781 esemplari.
Alla fine del 1927 la 172 R venne a sua volta sostituita dalla 172 M, caratterizzata dall'allargamento delle carreggiate (da 96 a 106 cm) e dal nuovo motore NE da 695 cm³. Con l'uscita dai listini della R, la produzione della Type 172 si trasferì del tutto a Sochaux.
Alla fine del 1928 la 172 R e la 172 RE vennero tolte da listino: mentre quest'ultima sarebbe stata sostituita dalla 190 S, la R trovò una sostituta nell'ultima versione della gamma 172, denominata Type 172 S e provvista anch'essa di freni a tamburo solo sulle ruote posteriori. La produzione durò solo alcuni mesi per terminare entro la metà del 1929.

### Dati di produzione
|                                                                                 | 172          | 172 BC  | 172 BS | 172 P | 172 R         | 172 RE  | 172 M         | 172 S   |
| Motore                                                                          | NE2          | NE21    | NE3    | NE4   | NE4           | RE      | NE5           | NE5     |
| Cilindrata                                                                      | 667          | 6671    | 720    | 720   | 720           | 950     | 695           | 695     |
| Anni di produzione                                                              | 1923-24      | 1924-25 | 1924   | 1925  | 1925-27       | 1926-28 | 1927-28       | 1928-29 |
| Esemplari prodotti                                                              | 8.705        | 7.084   | 100    | 61    | 27.119        | 781     | 11.970        | 2.112   |
| Prezzi al debutto (in FF)                                                       | 7.700-11.300 | 9.900   | 11.000 | -     | 16.980-21.980 | -       | 13.950-18.950 | -       |
| Note: 1Gli ultimi esemplari della 172 BC montavano già il motore NE3 da 720 cm³ |              |         |        |       |               |         |               |         |